# Громадське телебачення Одеси
«Грома́дське телеба́чення Оде́си» (Hromadske.od.ua) — це спільна ініціатива одеських журналістів зі створення громадського мультимедійного медіа, завданням якого є об'єктивне та неупереджене інформування про важливі громадсько-політичні, економічні, культурні, соціальні процеси без цензури, лише у відповідності до публічних засад редакційної політики в умовах прозорого фінансування та звітування.
10 травня 2016 року заявило про розірвання партнерських стосунків з громадською організацією «Громадське телебачення» та звинуватило її в «упередженості» під час вибору партнерів.
На початку вересня 2017 року припинило свою роботу. 